# 何兹全
何兹全（1911年9月7日—2011年2月15日），原名何思九，字子全，男，山东菏泽人，中国历史学家。他的研究领域包括周朝至汉唐的中国社会史、汉唐佛教寺院经济、汉唐兵制等，同时他还是魏晋封建说的最早提出者。中国国民党革命委员会党员。

## 生平
何兹全于1935年毕业于北平大学史学系，期间受时任史学系兼职教授的傅斯年影响很深。后前往日本留学，次年因病回国。1939年至1940年间在中央大学任教，研究魏晋南北朝史并讲授“中国通史”课。1941年起任国民党中央训练委员会编审，1944年出任中央研究院历史语言研究所助理研究员。1947年前往美国哥伦比亚大学留学。
1950年朝鲜战争爆发后回到国内，任教于北京师范大学，历任副教授、教授，并兼任魏晋南北朝研究室主任。1987年至1988年间还曾前往美国华盛顿大学讲学。1995年时何兹全应国立清华大学之邀作了关于中国文化的演讲，后据此整理出版了《中国文化六讲》一书。
2011年2月15日在北京逝世。

## 社会兼职
曾任全国古籍整理出版规划领导小组顾问，中国先秦史学会、魏晋南北朝史学会等学会理事、副会长、顾问，中国人民大学国学院学术顾问（他为五位学术顾问之一，另四位为季羡林、饶宗颐、任继愈、叶嘉莹），中华书局学术顾问（六位顾问之一，另五位为季羡林、任继愈、饶宗颐、冯其庸、袁行霈）等职，并在北京大学、山东理工大学等校任兼职教授。

## 家庭
何兹全出生于菏泽的何氏家族，民国政要何思源为其堂兄，何兹全称他为“仙槎大哥”。何思源之女、原民革中央主席何鲁丽则称其为“八叔”。
妻子郭良玉，1937年抗日战争爆发后于汉口结婚。婚后他们育有独子何芳川，何芳川后来也成为历史学家，并曾任北京大学副校长，于2006年患白血病去世。

## 著作
- 《中国通史·魏晋南北朝时期》
- 《魏晋南北朝史略》（上海人民出版社，1958年）
- 《中国古代社会》（河南人民出版社，1991年）
- 《三国史》（北京师范大学出版社，1994年）
- 《爱国一书生：八十五自述》（华东师范大学出版社，1997年）
- 《何兹全学述》（浙江人民出版社，2000年）
- 《三论一谈：何兹全、郭良玉伉俪自选集》（新世界出版社，2001年）
- 《中国古代及中世纪史》（鹭江出版社，2003年）
- 《中国文化六讲》（河南人民出版社，2004年）
- 《何兹全文集》（共六卷，中华书局，2006年）
- 《大时代的小人物：何兹全》（北京大学出版社，2009年）
- 《中国社会史研究导论》（商务印书馆，2009年）
- 《何兹全谈中国历史》（湖南少年儿童出版社，2010年）